# 一路繁花
《一路繁花》（Walking Into Blossoms Shanghai），是香港無綫電視製作的旅遊節目，由姚子羚、冼靖峰、胡蓓蔚、麥長青主持，介紹上海及香港一些與劇集《繁花》相關的場景。節目由「食玩假期」呈獻，由2024年6月16日至7月14日逢星期日21:30-22:00於翡翠台首播。

## 每集一覽
| 集數   | 播映日子 | 主題                               | 收視   | 來源  |
| 2024年 |          |                                    |        |       |
| 01     | 6月16日  | 《繁花》打卡飯店、尋味定勝糕       | 14.0點 | [ 3 ] |
| 02     | 6月23日  | 三百年江南大宅民宿、矜貴溏心二頭鮑 | 15.3點 | [ 4 ] |
| 03     | 7月7日   | 品嚐上海傳統早點、Fusion滬菜有驚喜 | 13.3點 | [ 5 ] |
| 04     | 7月14日  | 校園主題餐廳、《繁花》取景咖啡店   | 11.3點 | [ 6 ] |

## 節目調動
- 2024年6月30日：由於直播《福祿壽訓練學院終極對決》，因此停播一次。

## 外部連結
- 一路繁花 | TVB 無綫電視